# Frauen während der Invasion in der Ukraine
Am 24. Februar 2022 begann der russische Überfall auf die Ukraine, der erhebliche Auswirkungen auf die zivile Bevölkerung hat. Den Vereinten Nationen zufolge sind Frauen während der Invasion in der Ukraine besonders prekären Lebensbedingungen ausgesetzt. Bis Ende März 2022 flohen mehr als vier Millionen Menschen aus der Ukraine, was die drittgrößte Fluchtbewegung weltweit bedeutet. Den Großteil dieser Flüchtenden bildeten Frauen und Mädchen.
Die anhaltenden Kampfhandlungen sowie die Rückeroberung besetzter Gebiete sind Schauplätze von Kriegsverbrechen der russischen Truppen gegen Zivilisten. Seit Beginn des Ukraine-Konflikts 2014 wurden insbesondere Frauen und Mädchen Opfer von geschlechtsspezifischer und sexualisierter Gewalt, die auch eine strategische Funktion hat. Dazu gehören Vergewaltigung, Zwangsprostitution, Menschenhandel und andere Gräueltaten.

## Hintergründe
Frauen und Mädchen sind den Vereinten Nationen von Auswirkungen und unmittelbaren Folgen von Kriegen am meisten gefährdet und betroffen. Bereits vor dem Einmarsch Russlands in die Ukraine am 24. Februar 2022 waren Frauen und Kinder stark von dem Konflikt betroffen. Seit 2015 ist UN Women in der Ukraine aktiv, um dort zu unterstützen. Mehr als 1,5 Millionen Menschen, darunter etwa zwei Drittel Frauen und Kinder, wurden bis März 2022 innerhalb des Landes vertrieben, ohne Zugang zu grundlegenden Dienstleistungen wie Gesundheitsversorgung, Wohnraum und Beschäftigung zu erhalten.
Die Prägung der ukrainischen Streitkräfte seit den Kriegshandlungen von 2014 hatte großen Einfluss auf die militärischen Entwicklungen in den Jahren 2022 und 2023. Die Bereitschaft von Frauen und Männern, freiwillig ihren Dienst zu leisten, hat stark zugenommen. Nach der Annexion der Krim 2014 hat sich die Zahl der Frauen in den ukrainischen Streitkräften verdoppelt. 2013 waren es knapp 17.000, 2022 waren es rund 33.000.
In bewaffneten Konflikten ist sexualisierte Kriegsgewalt weit verbreitet, wobei Frauen und Mädchen besonders betroffen sind. Diese Form von Gewalt umfasst Vergewaltigungen und andere sexuelle Übergriffe wie unerwünschtes Anfassen, Zwangsprostitution und Menschenhandel. Frauen und Mädchen sind die Hauptbetroffenen, jedoch können auch queere Menschen, nicht-binäre und trans Personen sowie Männer und Jungen Opfer sein. Die Täter sind oftmals männlich und können Soldaten, Polizisten, Paramilitärs, Zivilisten oder Mitarbeiter von Hilfsorganisationen sein.
Die Dokumentation der Verbrechen während des russischen Angriffskriegs auf die Ukraine im Jahr 2022 ist durch internationale Zusammenarbeit entstanden und wird auch von der ukrainischen Regierung unterstützt, um die Grundlage für künftige Strafverfolgungen zu schaffen. Sexualisierte Kriegsgewalt stellt eine schwerwiegende Verletzung der körperlichen Integrität dar und verstößt gegen die Menschenrechte. Nach den brutalen Verbrechen in Bosnien und Ruanda in den neunziger Jahren kann sexualisierte Kriegsgewalt als Verbrechen gegen die Menschlichkeit und als Kriegsverbrechen vor dem Internationalen Strafgerichtshof in Den Haag angeklagt werden.

## Fluchtbewegung
Die Ausmaße der Flucht aus der Ukraine waren enorm; seit dem 24. Februar bis Ende März hatten 4 Millionen Menschen das Land verlassen, darunter hauptsächlich Frauen und Kinder, da Männer zwischen 18 und 60 Jahren aufgrund des geltenden Kriegsrechts nicht ausreisen durften. Nach Schätzungen des UNHCR kam es bis Ende Juni zu 7 Millionen Grenzübertritten und etwa 5 Millionen Menschen, die in benachbarten Staaten geblieben sind.
Flüchtende Frauen nehmen häufig andere Familienmitglieder wie Kinder, ältere Menschen oder Haustiere mit, wenn sie in ein anderes Land fliehen, und tragen somit allein die gesamte Verantwortung für deren Versorgung. Die Europäische Union hat einen temporären Schutzstatus eingeführt, der es geflüchteten Menschen aus der Ukraine ermöglicht, schneller Zugang zu Arbeitsmöglichkeiten zu erhalten. Viele geflüchtete Frauen mit Hochschulabschluss stehen vor Hindernissen, die ihnen den Zugang zu qualifizierten Arbeitsangeboten erschweren. Mangelnde Sprachkenntnisse in den Zielländern und ein instabiles soziales Umfeld erhöhen das Risiko, in gefährliche Situationen zu geraten, darunter schlechte Arbeitsbedingungen, Schwierigkeiten mit Behörden sowie die Gefahr, Opfer von sexualisierter Gewalt oder Menschenhandel zu werden. Oftmals sind geflüchtete und binnenvertriebene Frauen und Kinder gezwungen, an unsicheren Orten zu leben, was zu Abhängigkeiten führen kann und zu Sicherheitsrisiken führt, beispielsweise Unterkunft gegen häusliche Arbeit oder sexuelle Dienstleistungen.
Viele ukrainische Frauen entschieden sich bewusst dafür, in der Ukraine zu bleiben, oder waren aufgrund verschiedener Umstände nicht in der Lage zu fliehen.

## Sexualisierte Gewalt

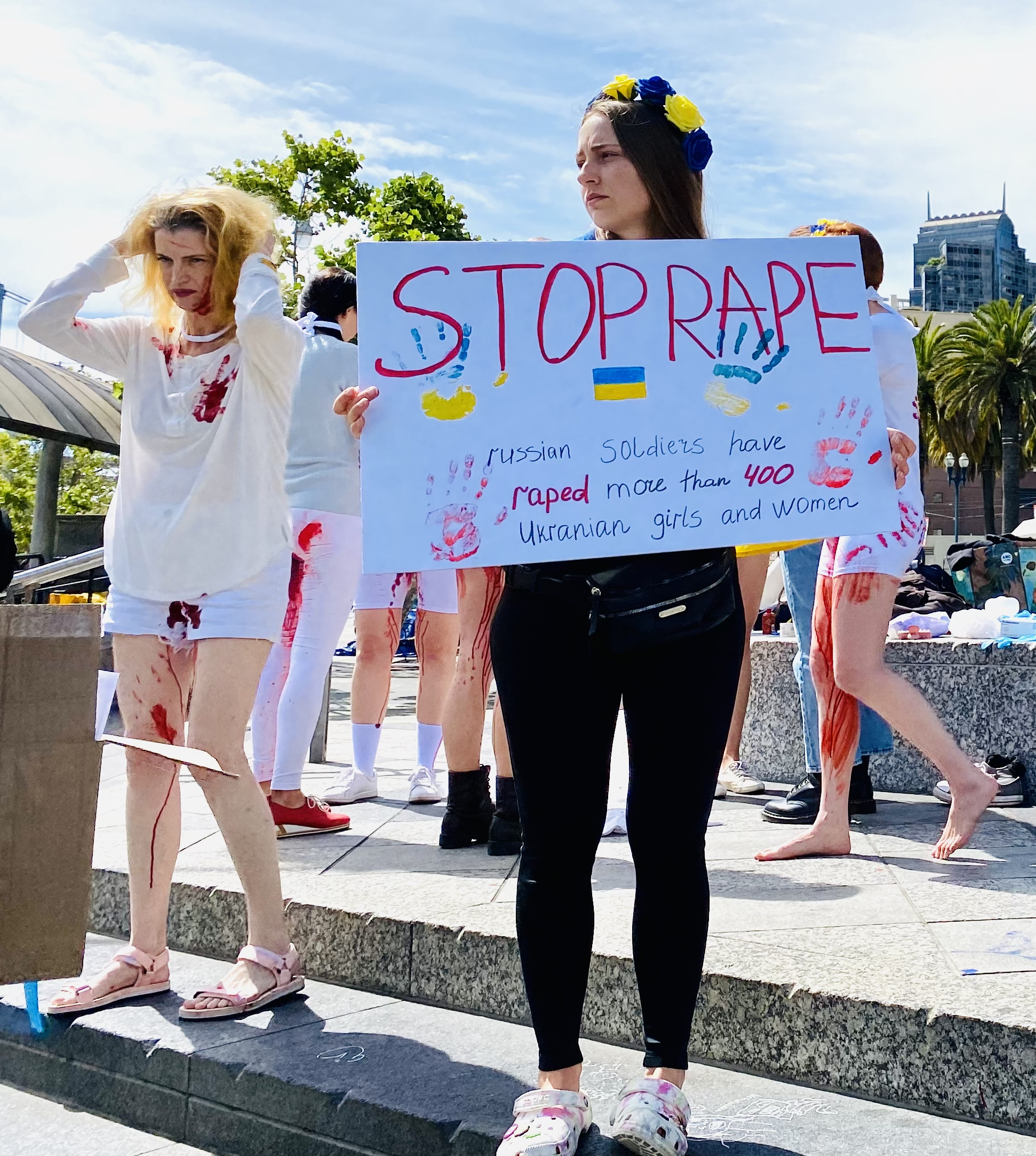
Protest gegen russische Vergewaltigungen (San Francisco, 2022)

Nach dem Rückzug der russischen Truppen aus den Kiewer Vorstädten Hostomel, Butscha und Irpin nach 33-tägiger russischer Okkupation verbreiteten sich offizielle Berichte über die begangenen Kriegsverbrechen der russischen Soldaten. Erste Berichte über sexualisierte Gewalt gegen Frauen und Mädchen jeden Alters wurden bekannt.
Für Vertreter internationaler Organisationen sind die Vergewaltigungen keine Entgleisungen einzelner Soldaten, sondern Teil eines Eroberungsplanes. Pramila Patten wies darauf hin, dass Vergewaltigungen in der Ukraine strategisch eingesetzt werden. Die Generalsekretärin der Organisation für Sicherheit und Zusammenarbeit in Europa Helga Schmid hatte bereits 2022 verlangt, dass der Einsatz von „Vergewaltigungen und anderen Sexualverbrechen als Kriegstaktik in der Ukraine“ beendet werden müsse.
In der russischen Armee gibt es eine lange Historie von sexuellen Gewaltverbrechen, die sich über Ereignisse wie den Zweiten Weltkrieg bis hin zur Invasion im Donbas 2014 erstreckt. Auch in den besetzten Gebieten der Ukraine werden von russischen Soldaten Vergewaltigungen und andere Formen sexueller Gewalt verübt. Diese Taten, die oft vor den Augen von Familienmitgliedern oder anderen Zeugen begangen werden, dienen dazu, die Demütigung der Opfer zu verstärken.
Ukrainische Soldatinnen sind sexualisierter Gewalt ausgesetzt; am 2. April wurden fünfzehn ukrainische Soldatinnen aus russischer Gefangenschaft befreit. Laut Berichten der Soldatinnen wurden sie sexuell gefoltert, ihnen wurden die Haare abrasiert, sie wurden gezwungen, sich vor männlichen Kameraden zu entkleiden und Sportübungen zu machen.
Russland hat die Anschuldigungen der Vergewaltigung durch seine Soldaten in der Ukraine zurückgewiesen. Kremlsprecher Dmitri Peskow bestritt bei Bekanntgabe der Vorwürfe im März 2022 diese und bezeichnete sie als „Lüge“. Kateryna Busol, eine ukrainische Anwältin mit Spezialisierung auf internationale Menschenrechte, sagte, dass russische Soldaten von höchster Stelle zur Vergewaltigung ermutigt worden sein sollen.

### Massaker von Butscha
Besonders brutale Kriegsverbrechen ereigneten sich im Norden der Ukraine, in einem Vorort von Kiew namens Butscha. Dort verübten russische Soldaten Massentötungen und Folter an der ukrainischen Bevölkerung. Es wird berichtet, dass mehr als 400 Menschen durch russischer Soldaten ermordet wurden. Überlebende haben dem Time Magazine von besonders brutaler sexualisierter Gewalt gegen Frauen und Kinder berichtet. Die aufgefundenen, entkleideten Leichen wiesen deutliche Spuren von Verstümmelungen im Genitalbereich und anderen Formen sexualisierter Gewalt auf. Unter den Opfern sollen sowohl Mädchen als auch Jungen gewesen sein.
Die ukrainische Menschenrechtsbeauftragte Ljudmyla Denissowa berichtete der BBC über einen Fall in Butscha, bei dem 25 Mädchen und Frauen im Alter zwischen 14 und 25 Jahren in einem Keller festgehalten und von Gruppen russischer Soldaten vergewaltigt worden sein sollen. Es wird berichtet, dass neun von ihnen nun schwanger sind.
Die Hauptverantwortlichen für die sexualisierte Gewalt in Butscha waren Soldaten der 64. russischen Infanteriebrigade. Die Ukraine wirft ihnen schwere Kriegsverbrechen vor. Putin verlieh der Brigade im April 2022 Ehrentitel.

### Dokumentation
Mit dem Rückzug der russischen Streitkräfte begannen Gruppierungen von Staatsanwälten und Ermittlern damit, Beweise für systematisch begangene sexualisierte Gewalttaten zu sammeln und zu dokumentieren. Dazu gehören Zeugenaussagen von Opfern und Überlebenden, die Gruppenvergewaltigungen und sexualisierte Gewalt im Beisein von nahestehenden Angehörigen beschreiben. Die forensische Beweissicherung wurde von Gerichtsmedizinern durchgeführt, die Obduktionen an den Frauen vornahmen, die in Massengräbern beigesetzt wurden.
Allein in den ersten beiden Aprilwochen wurden der ukrainischen Ombudsfrau für Menschenrechte etwa 400 Fälle sexualisierter Gewalt gemeldet. Die UN-Sonderbeauftragte für sexualisierte Gewalt im Krieg Pramila Patten reiste im Mai nach Kiew und versprach, sich für die Opfer einzusetzen: „Ich verspreche Ihnen, dass das Völkerrecht kein leeres Versprechen sein wird. Die Dokumentation der Verbrechen heute ist die Strafverfolgung von morgen. Und ich möchte, dass Sie wissen, dass ihre Rechte nicht enden, wenn Kriege beginnen. Ihre Körper sind kein Schlachtfeld und dürfen niemals als Teil des Schlachtfeldes behandelt werden.“
Der britische Anwalt für internationales Strafrecht Wayne Jordash, dessen Mitarbeiter Kriegsverbrechen dokumentieren und die ukrainische Generalstaatsanwaltschaft beraten, sieht in der Gesamtheit der Einzelfälle „ein Muster der Zustimmung durch russische Vorgesetzte“. Zeugen würden bestätigen, dass die Befehlshaber auf Beschwerden häufig nicht reagierten. Das UN-Hochkommissariat für Menschenrechte berichtete über das Foltergefängnis „Isolazja“, in dem einer der Kommandeure gefangene Frauen vergewaltigt habe.
Einige Frauen, die sexuelle Gewalt erleben, wenden sich an offizielle Stellen wie die ukrainische Polizei. Die meisten Informationen über solche Vorfälle stammen von Stellen wie der Menschenrechtsbeauftragten des ukrainischen Parlaments und der Generalstaatsanwältin sowie von lokalen Behörden. Einige Fälle werden von Medien aufgegriffen, und Nichtregierungsorganisationen wie Human Rights Watch sammeln und veröffentlichen Beweise.
Das Raphael-Lemkin-Zentrum für die Dokumentation russischer Verbrechen in der Ukraine ist eine Einrichtung, die sich auf die Sammlung von Berichten ukrainischer Zivilisten und Militärangehöriger spezialisiert hat. Das Hauptziel des Zentrums besteht darin, Beweismaterial zu sichern, das die von russischen Truppen während des Krieges begangenen Verbrechen dokumentiert. Dieses Zentrum wurde als Projekt des polnischen Pilecki-Instituts gegründet.

### Strafverfolgung
Die ukrainische Generalstaatsanwältin Iryna Wenediktowa, die 2020 als erste Frau diese Position innehatte, beriet sich mit Beth Van Schaak, der US-Botschafterin für globale Strafjustiz, darüber, wie ukrainische Staatsanwälte und Ermittler in strafrechtlichen Fällen zusammenarbeiten können.
Ukrainische Ermittler sollen bereits russische Soldaten identifiziert haben, die ihrer Meinung nach für Kriegsverbrechen einschließlich sexueller Gewalt verantwortlich sind, und gegen einen Mann, dem Vergewaltigung vorgeworfen wird, soll ein Haftbefehl erlassen worden sein. Die internationale Unterstützung für die Ermittlungen ist groß. Französische und niederländische forensische Experten waren bereits vor Ort. Großbritannien entsandte Ermittler, um bei der Sammlung von Beweisen für Kriegsverbrechen, einschließlich sexueller Gewalt, zu helfen.
Wenn Kriegsverbrechen im Ausland begangen wurden und Opfer sowie Täter Ausländer sind, können deutsche Ermittlungsbehörden und Gerichte gemäß dem Weltrechtsprinzip tätig werden. Neben dem deutschen Generalbundesanwalt ermitteln Strafverfolgungsbehörden in anderen europäischen Staaten ebenfalls nach dem Weltrechtsprinzip. Am 17. März 2023 wurde beim Internationalen Strafgerichtshof in Den Haag ein Haftbefehl gegen den russischen Präsidenten Wladimir Putin ausgestellt.

## Humanitäre Lage

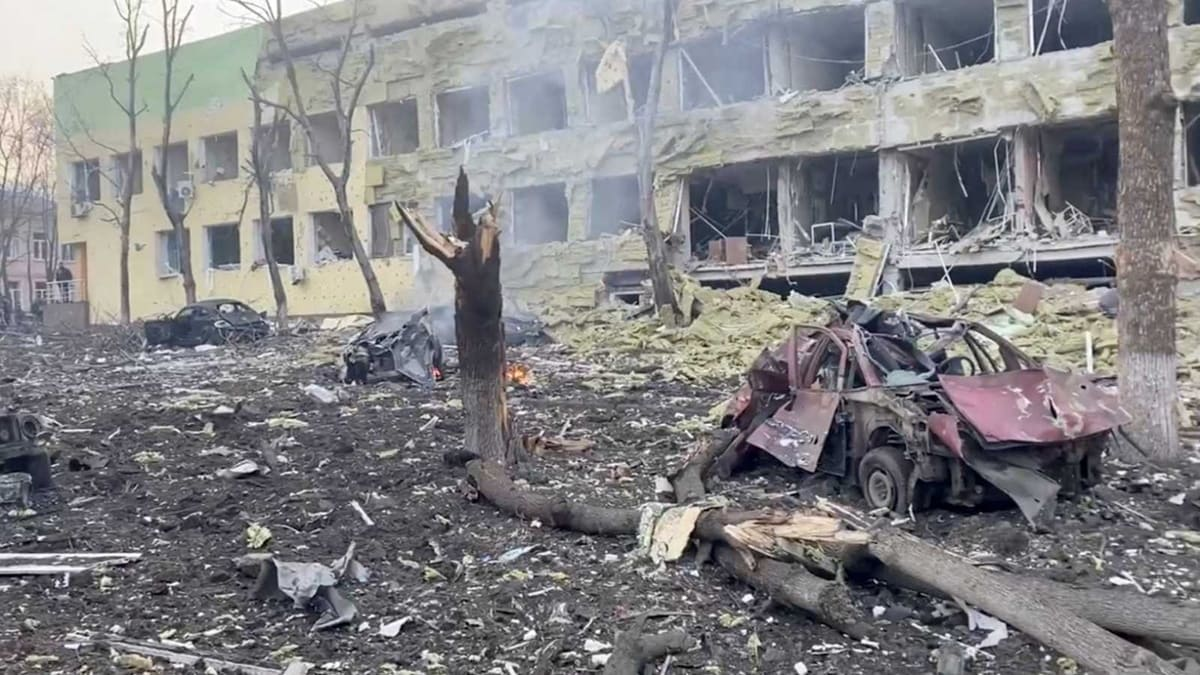
Aufnahme der am 9. März 2022 zerstörten Entbindungsklinik in Mariupol

In den besetzten Gebieten sowie den aktuellen Kampfgebieten ist die humanitäre Lage sehr schlecht. Die ukrainische Bevölkerung leidet unter einem Mangel an medizinischer Versorgung, Nahrungsmitteln, mobilen Kommunikationsmöglichkeiten, Strom und anderen grundlegenden Elementen der Infrastruktur. Einige Frauen sind gezwungen, ihre Kinder in Kellern oder Schutzräumen zur Welt zu bringen. In diesen Gebieten ist häufig die Wasserversorgung zusammengebrochen oder das Wasser mit Schadstoffen kontaminiert.
In den von der Zentralregierung kontrollierten Gebieten ist die Versorgungslage zwar besser, jedoch sind die Menschen den Terrorangriffen der russischen Luftstreitkräfte ausgesetzt. Russische Raketen, Luftwaffeneinheiten und „Kamikaze-Drohnen“ greifen systematisch und gezielt zivile Infrastrukturobjekte an, darunter Kraftwerke, Schulen, Kindergärten und medizinische Einrichtungen. Die Geburtsklinik in Mariupol war ein solches Ziel. Seit Kriegsbeginn sind die gesundheitlichen und psychischen Belastungen für schwangere Frauen enorm gestiegen. Diese können zu einer Zunahme von Frühgeburten, Plazentaablösungen und Blutungen führen, wodurch das Leben der Kinder gefährdet wird.

## Auswirkungen des Krieges
Infolge der Zerstörung der Infrastruktur und der Rekrutierung vieler Männer in die Streitkräfte der Ukraine erhöht sich die Arbeitslast für Frauen kontinuierlich. Aufgrund ihrer überproportionalen Vertretung im Gesundheits- und Bildungswesen fehlen den Gemeinden wichtige Arbeitskräfte, die entweder ins Ausland abgewandert oder in andere Regionen des Landes gegangen sind. Dies führt dazu, dass die verbleibenden Frauen und Mütter eine noch größere Last tragen müssen. In Soldatenfamilien, in denen die Väter fehlen, übernehmen die Mütter und Großmütter die gesamte unbezahlte alltägliche Pflegearbeit für die Kinder. Darüber hinaus müssen Frauen aufgrund der Umstellung vieler Mittel- und Oberschulen auf den Onlinebetrieb zusätzliche Anstrengungen unternehmen, um die Bildungsarbeit zu Hause zu organisieren. Gleichzeitig stehen die verbliebenen Mitarbeiterinnen im Gesundheitswesen vor einer erhöhten Arbeitsbelastung, da sie als Frontlinienhelferinnen in ihren Gemeinden agieren.
Frauen werden vermehrt in Branchen wie Bergwerken, auf Baustellen und im Transportwesen eingestellt. Nach Angaben des ukrainischen Arbeitgeberverbandes sollen sich mehr als 500.000 Männer den ukrainischen Streitkräften angeschlossen haben. Die tatsächlichen Zahlen fallen aufgrund der weit verbreiteten Schattenwirtschaft deutlich höher aus. Das ukrainische Arbeitsamt meldete, dass offene Stellen nicht besetzt werden können.
Zu Beginn der 90er-Jahre wurde in der Ukraine ein Gesetz verabschiedet, das die Ausübung von 450 Berufen aufgrund potenzieller Gesundheitsgefährdungen für Frauen verbot. Dieses Verbot, das 2017 aufgehoben wurde, umfasste beispielsweise Tätigkeiten unter Tage. Das Wirtschaftsministerium unterstützt Umschulungen mit Gutscheinen, um die wirtschaftliche Lage auszugleichen. Laut der stellvertretenden Ministerin Tetjana Bereschna leben (Stand März 2024) etwa sechs Millionen Geflüchtete im Ausland, darunter etwa 60 % Frauen. Das Bestreben der Ministerin ist es, die Arbeitsbedingungen zu verbessern und diese teilweise hochqualifizierten Frauen zur Rückkehr in die Ukraine zu bewegen: „Wir brauchen vor allem mehr Kindergärten, und wir müssen Mechanismen finden, um den Gender-Pay-Gap zu verringern, der immer noch über dem EU-Durchschnitt liegt.“

## Militär

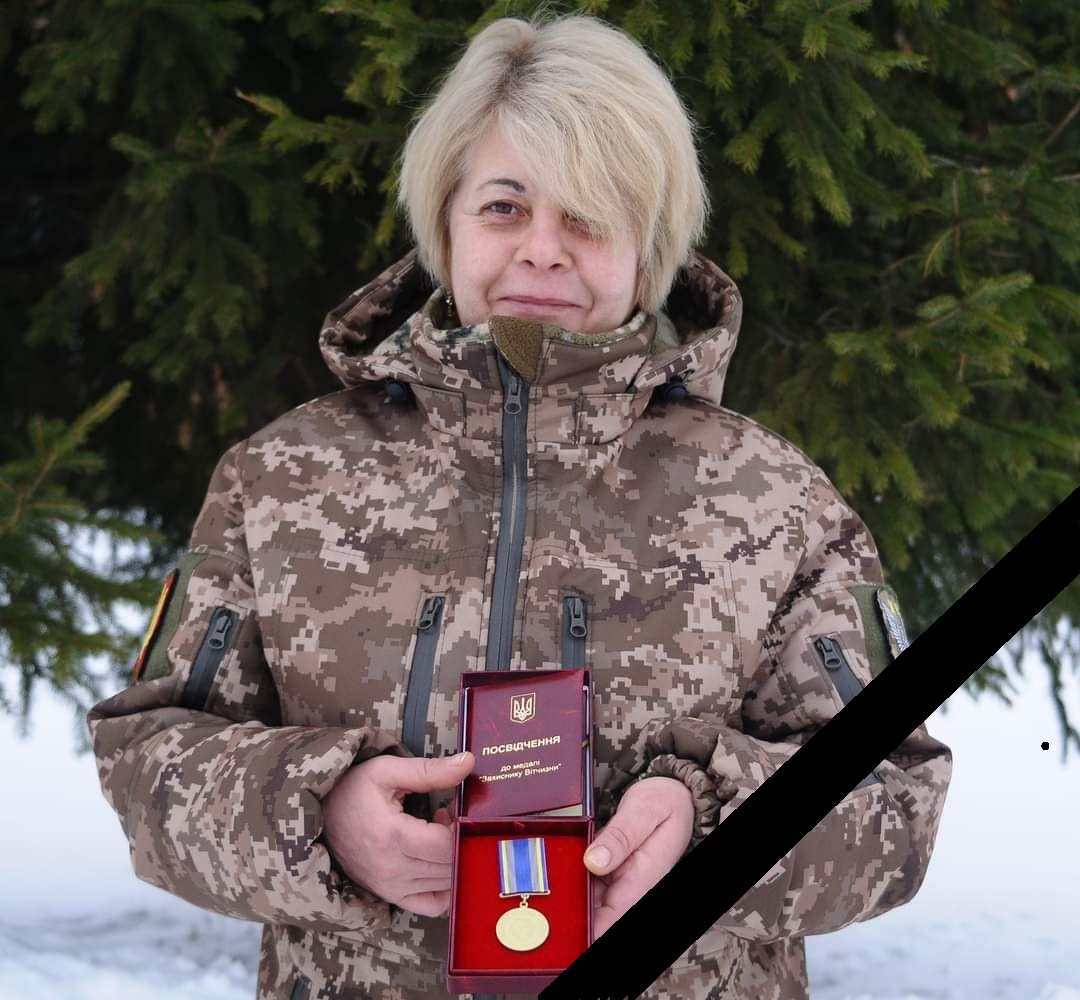
Inna Derussowa mit ihrer Medaille „Verteidigerin des Vaterlandes“ (2022)

Nach Angaben des ukrainischen Verteidigungsministeriums dienen insgesamt etwa 900.000 Menschen in der ukrainischen Armee, darunter mehr als 43.000 Frauen. Seit dem Beginn des russischen Überfalls auf die Ukraine haben 5.000 Frauen an der Front gekämpft. Die NGO „Invisible Battalion“ setzt sich für Gleichstellung der Geschlechter in den ukrainischen Streitkräften ein und organisierte eine Forschungsgruppe, um die Situation von Soldatinnen in der Armee zu untersuchen. In der ukrainischen Armee kommt es wie in anderen Armeen zu Fällen von sexueller Belästigung und Gewalt gegen Soldatinnen durch ihre männlichen Kameraden.
Aufgrund des anhaltenden russischen Angriffskrieges ändert sich diese Sichtweise, da männliche Soldaten erschöpft sind und es an Nachschub mangelt. Im Sommer 2023 wurden speziell für Frauen zugeschnittene Armeeuniformen und Bekleidung eingeführt, gefolgt von der Produktion von Damenunterwäsche im Herbst desselben Jahres. Nach Angaben des Verteidigungsministeriums werden Schulungen zur Förderung der Geschlechtergleichstellung durchgeführt und daran gearbeitet, sexuelle Belästigung zu bekämpfen. Seit Oktober 2023 verpflichtet ein neues Gesetz Frauen mit medizinischer Ausbildung, sich bei Wehrdienstbüros zu registrieren, um als Reservistinnen zu dienen, ohne sofort eingezogen zu werden. Bis dahin war es Frauen, die der ukrainischen Armee beitreten wollten, selbst überlassen, sich zu melden.
Die Unteroffizierin und leitende Militärärztin Inna Derussowa wurde posthum von Präsident Selenskyj für ihre Verdienste seit Kriegsbeginn ausgezeichnet. Derussowa wurde am 26. Februar 2024 während eines Einsatzes durch russischen Artilleriebeschuss getötet. Gemäß Selenskyj war Inna Derussowa die erste Heldin der Ukraine, der dieser Titel posthum verliehen wurde.
Wegen des anhaltenden Krieges lassen sich zunehmend mehr Frauen zur Selbstverteidigung ausbilden, einige von ihnen melden sich anschließend für den militärischen Dienst. Selbstorganisierte Frauentrainingsverbunde und Freiwilligengruppen organisieren zivile Militärtrainings, eine bekannte Gruppierung nennt sich die „Ukrainische Walküre“.

## Filme
- Drei Frauen aus Mariupol Dokumentarfilm von Svitlana Lishchynska, 2024 online via arte-Mediathek
- 20 Tage in Mariupol Dokumentarfilm von Mstyslaw Tschernow. 2024.
- Oh, Sister! von Hanna Kopylova, 2022 auf YouTube